# Кыйл (станция метро)
«Кыйл» (кор. 구일역) — наземная станция Сеульского метро на Первой (Линия Кёнкин) линии.
Она представлена двумя боковыми и одной островной платформами. Станция обслуживается Корейской национальной железнодорожной корпорацией (Korail). Расположена в квартале Кыйлло района Куро города Сеул (Республика Корея). На станции установлены платформенные раздвижные двери.
Поблизости расположен Технический колледж Тонян и университет Тонян-Мирэ.
Станция была открыта на уже действующем участке Первой линии между станциями «Куро» и «Кэпон».
На Первой линии поезда Кёнвон экспресс (GWː Gyeongwon) и Кёнкин экспресс (GI: Gyeongin) обслуживают станцию; Кёнбусон красный экспресс (GB: Gyeongbu red express) и Кёнбусон зелёный экспресс (SC: Gyeongbu green express) не обслуживают станцию.
Пассажиропоток — на 1-й линии 12 276 чел/день (на 2013 год),